# 新宿区立漱石山房記念館
新宿区立漱石山房記念館（しんじゅくくりつそうせきさんぼうきねんかん）は、夏目漱石の生誕150周年を記念して東京都新宿区が開設した記念博物館である。
2017年（平成29年）9月24日に開館した。

## 概要
漱石は新宿区で生まれ育ち、また1916年（大正5年）の死没までの9年間を現在の新宿区早稲田南町の「漱石山房」で過ごした。「漱石山房」は漱石の弟子や知人など多くの文人が集うサロンの様相を呈していたが、1945年（昭和20年）の空襲で焼失し、戦後その敷地の半分は「漱石公園」、残る半分は区営住宅（元は都営住宅）となっていた。2011年（平成23年）、この区営住宅の立て替え・移転を機に、区では「漱石公園」の敷地と合わせてかつての「漱石山房」を再現した、日本初の本格的な漱石記念館を建設することを決定した。記念館では、漱石がこれまでに残した文学作品を多数蔵書するとともに、漱石に関連する様々な展示資料を掲示した常設展を初め、随時漱石そのもの、または漱石とのかかわりのある人物や文学についての企画展示会、講座などを展開する。
展示資料としては、「道草」「明暗」の草稿、漱石の弟子・松根東洋城に送った葉書、画家・津田青楓作の「漱石先生像の画讃」のほか、漱石の書籍の初版本の多くがある。

## ギャラリー

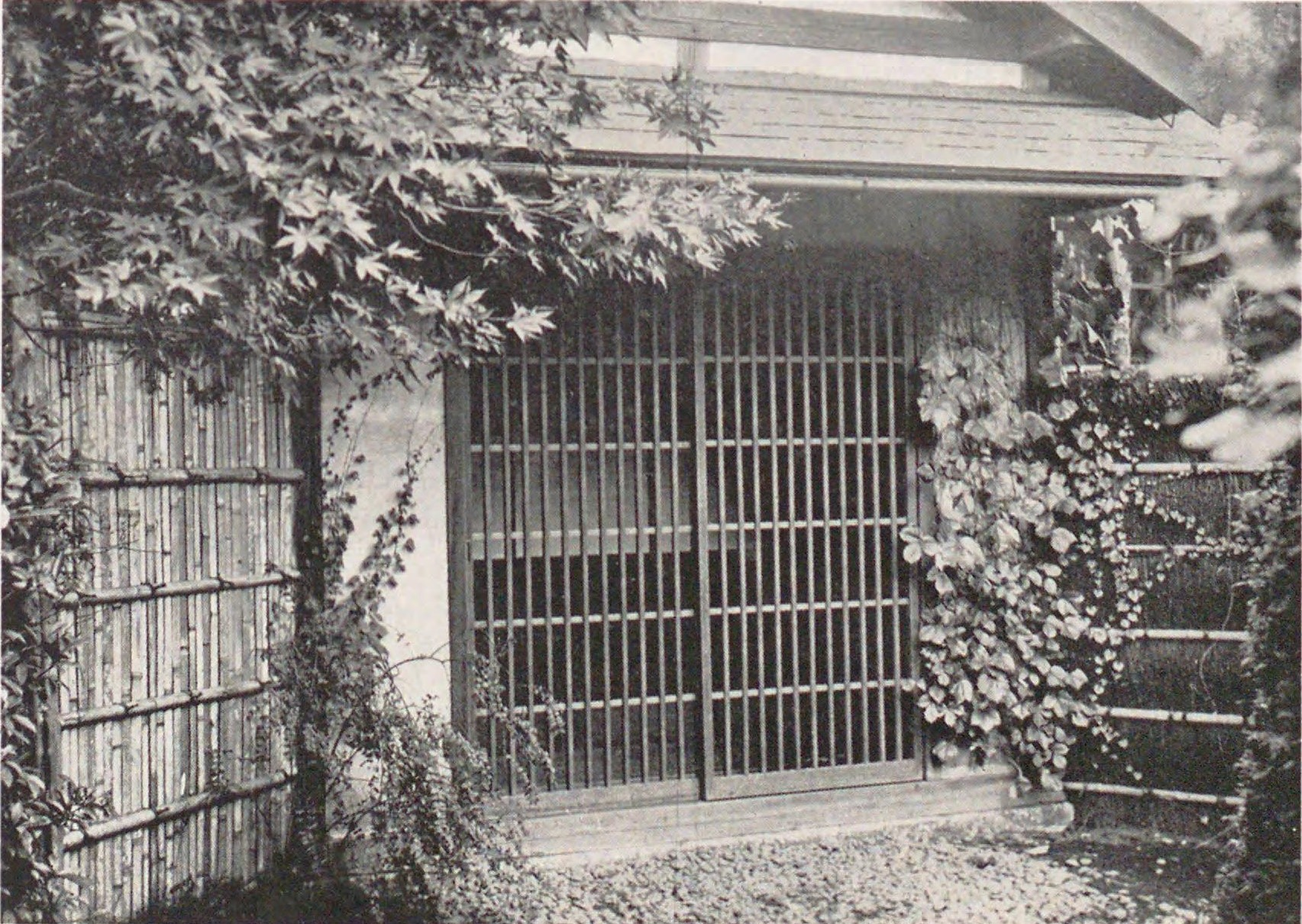
「漱石山房」の玄関
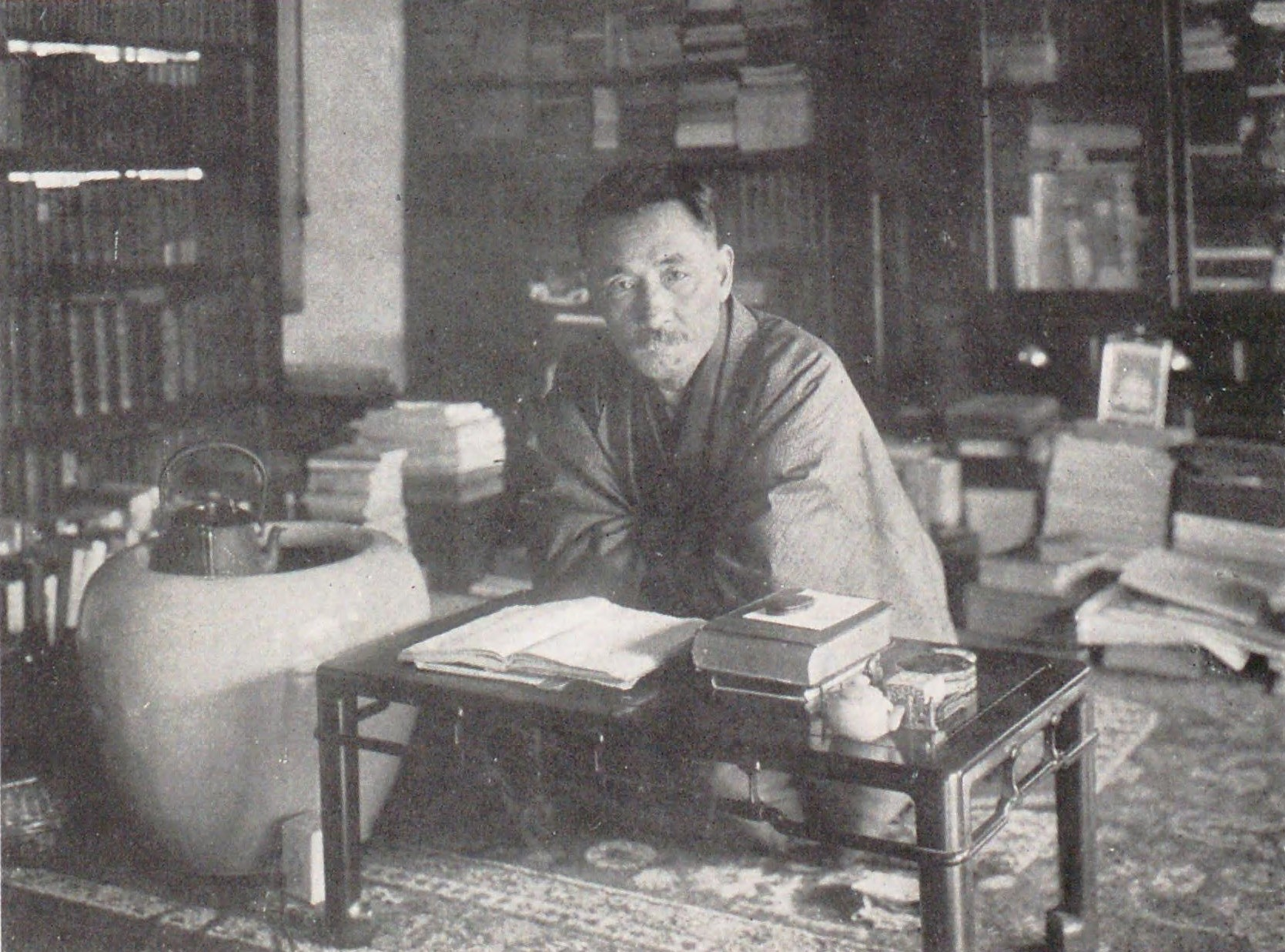
「漱石山房」の書斎における漱石（1914年）
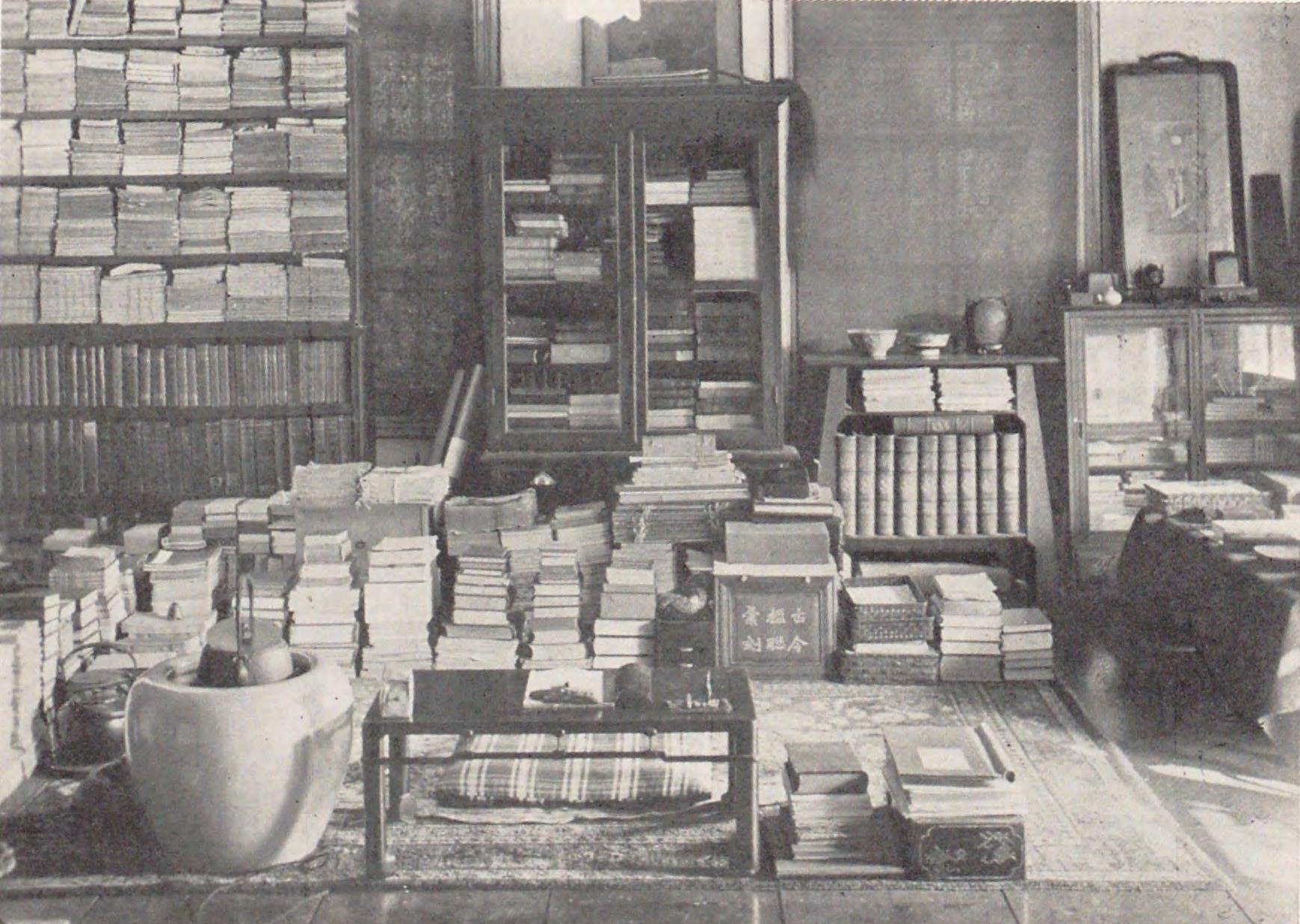
「漱石山房」の書斎
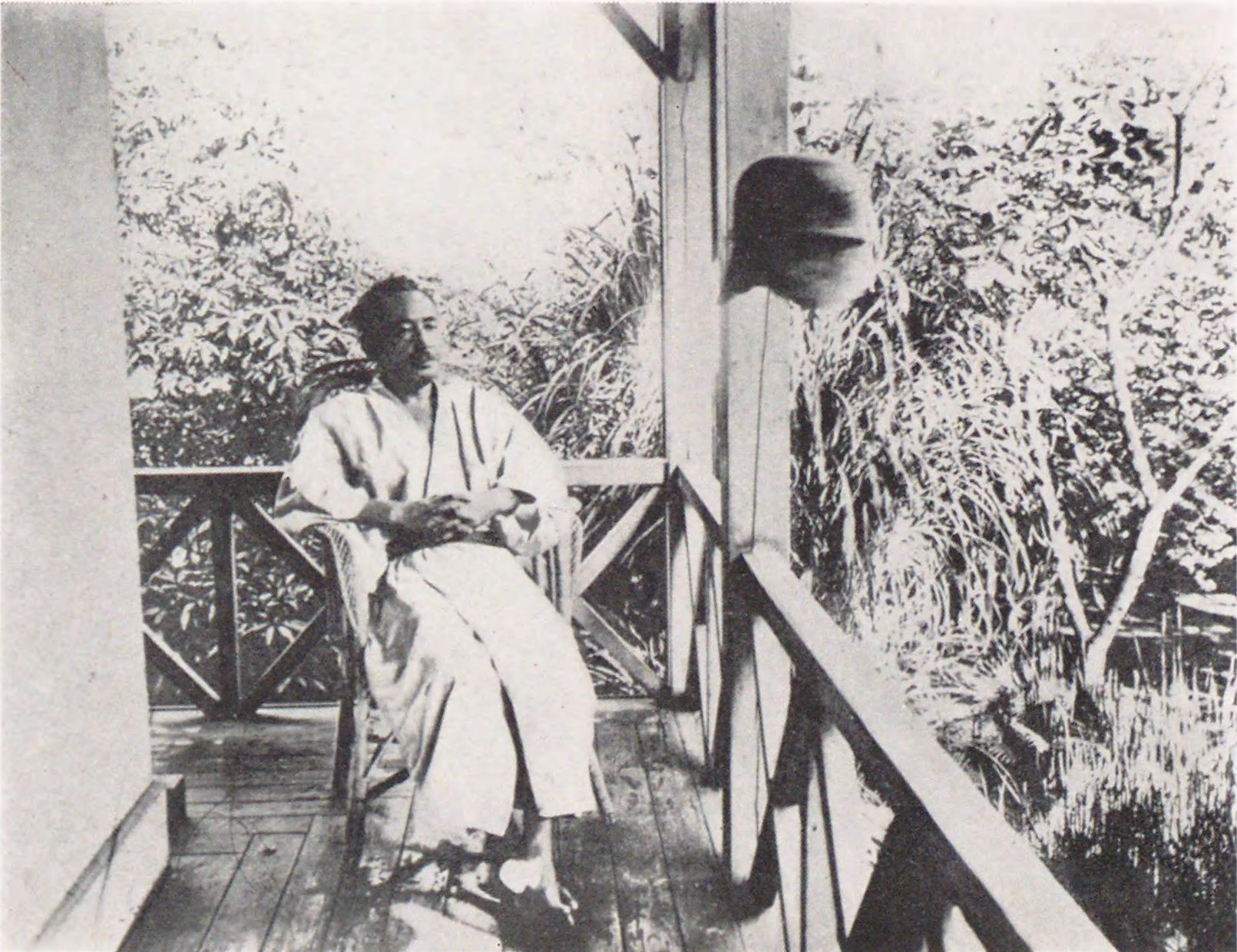
「漱石山房」の南縁における漱石（1915年）
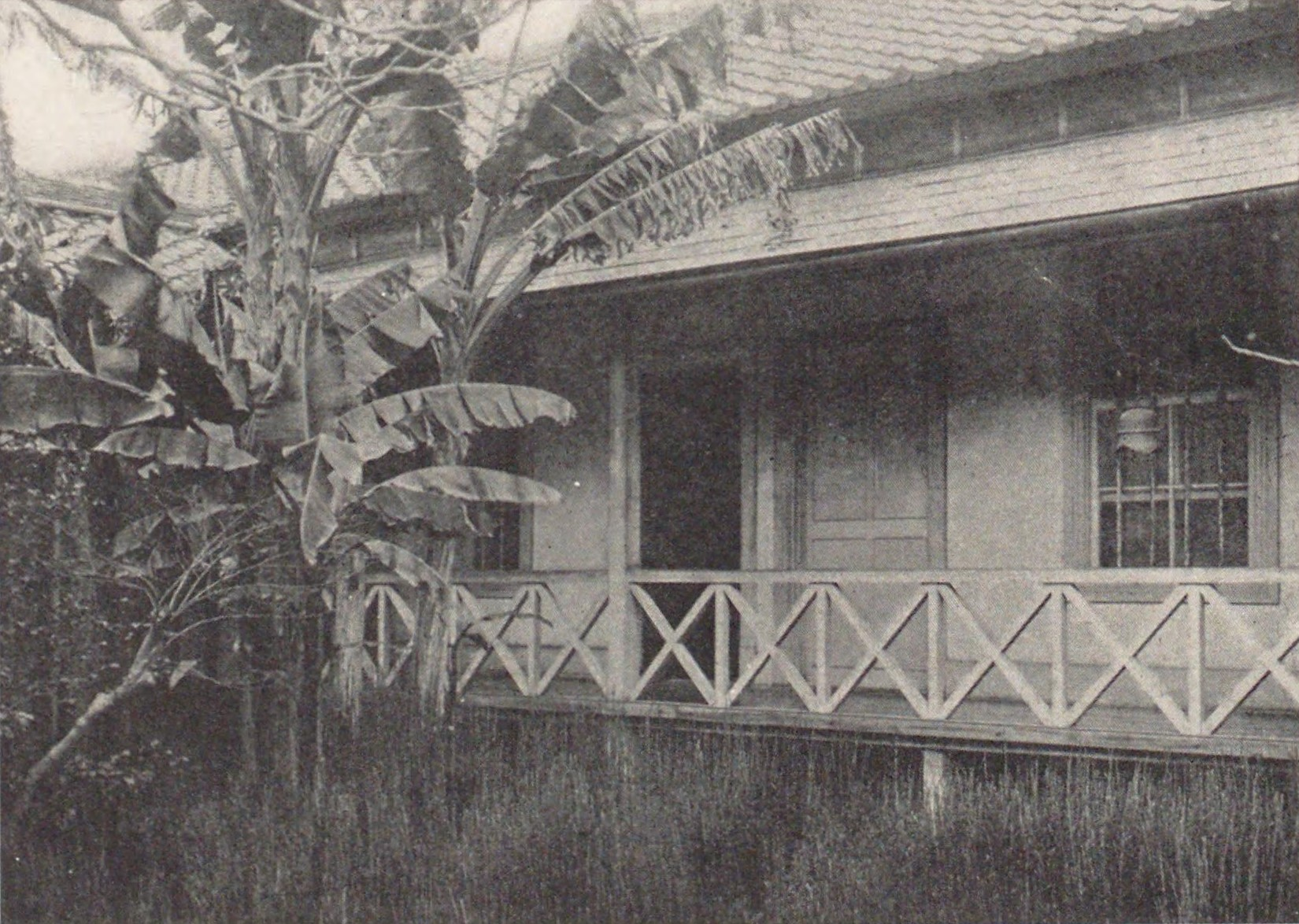
「漱石山房」の南縁
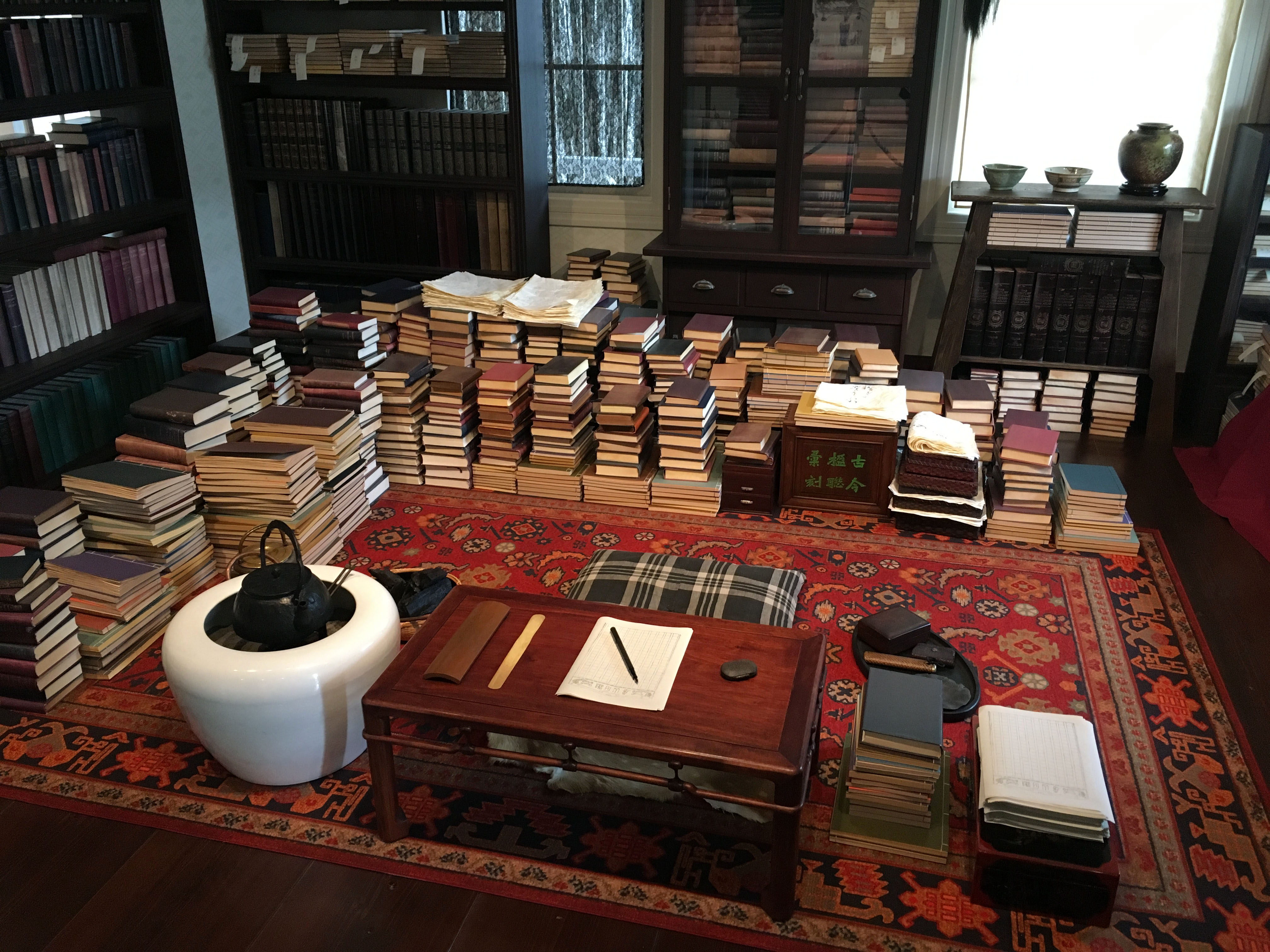
再現された「漱石山房」の書斎
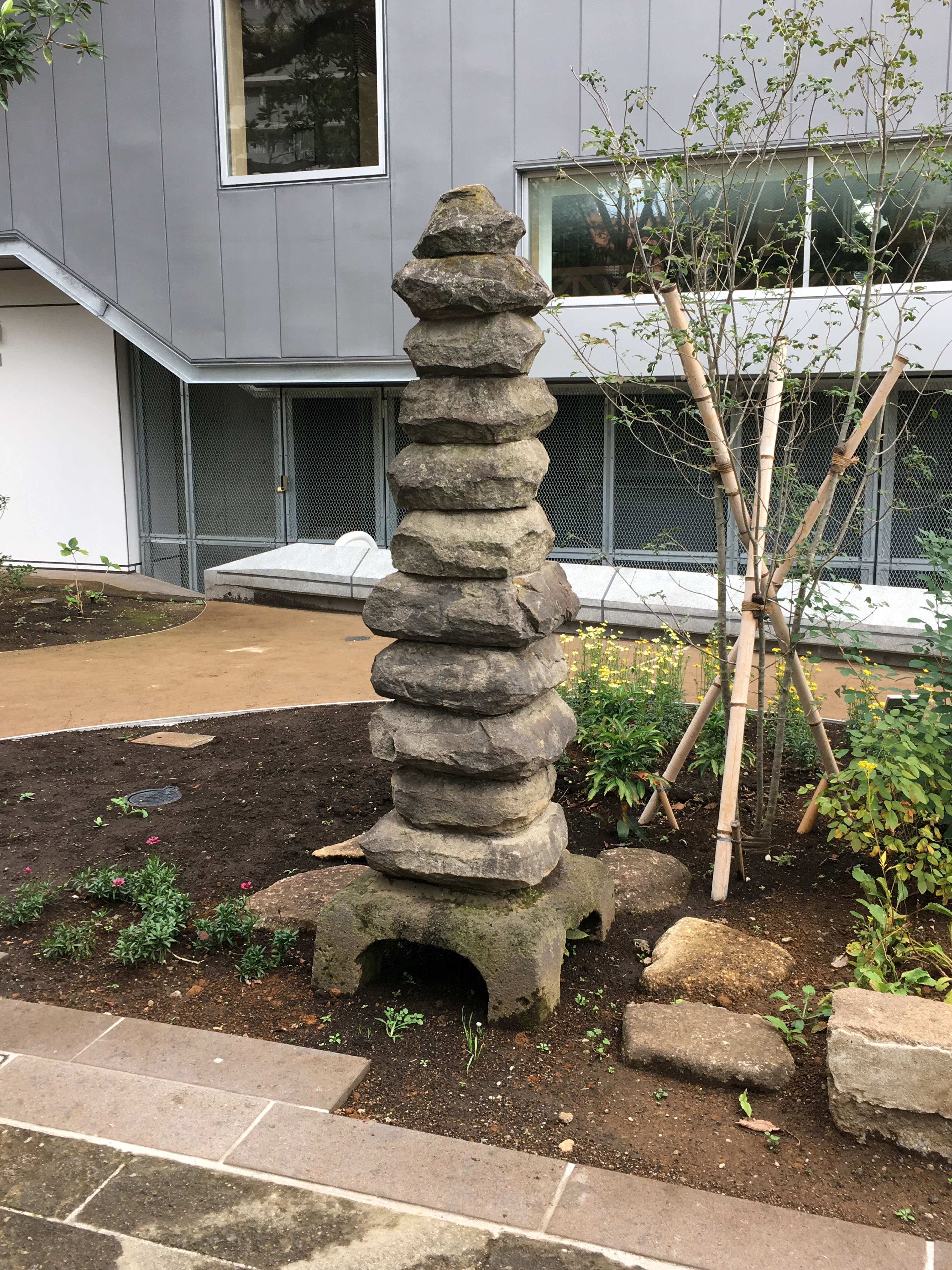
猫塚

## アクセス
- 東京メトロ東西線早稲田駅：徒歩 約10分
- 東京メトロ東西線神楽坂駅：徒歩 約15分
- 東京メトロ有楽町線江戸川橋駅：徒歩 約20分
- 都営大江戸線牛込柳町駅：徒歩 約15分
- 都営バス（白61）牛込保健センター前下車：徒歩 約2分

## 利用案内
開館時間
10時00分～18時00分(入館は17時30分まで)
漱石公園開園時間は、下記の通りとなる。
- 4月～9月　…8時～19時
- 10月～3月　…8時～18時
- ブックカフェ利用時間は、10時～17時30分となる。

休館日
月曜日
年末年始（平成29年度は12月29日～1月3日）
その他設備維持のため等の臨時休館日
- 漱石公園は年中無休

観覧料（通常展）
一般300円、小・中学生100円(団体20名以上の場合、一般150円、小・中学生50円）
- なお、特別展等の開催時の観覧料は、内容により変動する。
- 障害者手帳をお持ちの方は、受付にご提示いただくと観覧料が無料になる。
- 授乳室、車イス対応トイレ、身障者用駐車場（１台）、車イス対応エレベーター、貸出用車イス、コインロッカーが完備されている。